# Мулати
Мулати (шп. mulato) су потомци из мешовитих бракова између белаца и Афроамериканаца или Африканаца. Живе у Северној и Латинској Америци, као и у деловима Африке. Највише их има у САД. Углавном су римокатоличке вероисповести. У неким земљама јужне Африке се за Мулате користи назив „Обојени”.